# PPARGC1A
PPARGC1AまたはPGC-1α（peroxisome proliferator-activated receptor gamma coactivator 1-alpha）は、ヒトではPPARGC1A遺伝子にコードされるタンパク質である。PPARGC1Aはhuman accelerated regionと呼ばれる、チンパンジーとの共通祖先からの分岐以降に塩基置換率が加速しているゲノム領域（HAR20）と関係しており、そのため類人猿からヒトの分岐に重要な役割を果たした可能性がある。
PGC-1αは、ミトコンドリア生合成のマスターレギュレーターである。また、PGC-1αは肝臓における糖新生の主要な調節因子であり、糖新生のための遺伝子発現の増加などを担う。

## 機能
PGC-1αはエネルギー代謝に関与する遺伝子を調節する転写コアクチベーターであり、ミトコンドリア生合成のマスターレギュレーターである。このタンパク質は核内受容体のPPARγと相互作用し、それによって複数の転写因子との相互作用が可能となる。また、このタンパク質はCREBや核呼吸因子（nuclear respiratory factor, NRF）とも相互作用し、これらの活性を調節する。PGC-1αは外部の生理的刺激とミトコンドリア生合成の調節を直接関連付ける役割を果たし、また筋繊維のタイプの分化を調節する主要な因子でもあり、遅筋繊維の形成を駆動する。
持久運動はヒトの骨格筋においてPGC-1αの遺伝子を活性化することが示されている。運動によって骨格筋で誘導されたPGC-1αはオートファジーと小胞体ストレス応答を増大させる。
PGC-1αタンパク質は、血圧の制御、細胞のコレステロール恒常性の調節、そして肥満に関与している可能性がある。
PGC-1αによるSIRT3のアップレギュレーションは、ミトコンドリアをより健全にする。

## 調節
PGC-1αは外部からのシグナルを統合する主要な因子であると考えられている。PGC-1αは多くの因子によって活性化されることが知られている。
1. 絶食は肝臓のPGC-1αなど、糖新生に関与する遺伝子の発現を増加させる[16][17]。
2. 低温曝露によって強く誘導され、この環境刺激を適応的熱産生（adaptive thermogenesis）へ関連付ける[18]。
3. 持久運動によって誘導される[12]。PGC-1αは乳酸代謝を決定する。持久運動時の乳酸の高レベルの蓄積を防ぎ、乳酸をエネルギー源としてより効率的に利用できるようにする[19]。
4. SIRT1（英語版）はPGC-1αに結合して脱アセチル化によって活性化し、ミトコンドリア生合成に影響を与えることなく糖新生を誘導する[20]。

PGC-1αは上流の調節因子の一部に対してポジティブフィードバックを行うことが示されている。
1. PGC-1αは筋肉のAkt（PKB）とリン酸化Akt（Ser473とThr308）のレベルを上昇させる[21]。
2. PGC-1αはカルシニューリンの活性化をもたらす[22]。

AktとカルシニューリンはどちらもNF-κB（p65）の活性化因子である。PGC-1αはこれらを活性化することでNF-κBを活性化しているようである。筋肉ではPGC-1αの誘導後にNF-κB活性の増大がみられることが示されているが、この発見には議論があり、他のグループはPGC-1がNF-κBの活性を阻害することを示している。
PGC-1αは急性腎障害時にNADの生合成を駆動し、腎臓の保護に大きな役割を果たすことが示されている。

## 臨床的意義
PPARGGC1Aはミトコンドリア代謝に対する保護効果によってパーキンソン病の治療となる可能性が示唆されている。
さらに、PGC-1αの脳特異的アイソフォームはハンチントン病、筋萎縮性側索硬化症など他の神経変性疾患に役割を果たしている可能性が高いことが同定されている。
マッサージ治療はPGC-1αの量を増加させ、新たなミトコンドリアの産生をもたらすようである。
PGC-1αとβは、STAT6の上流の活性化に伴うPPARγとの相互作用によって、抗炎症性M2マクロファージの極性化に関与することが示唆されている。PGC-1のSTAT6/PPARγを介したM2マクロファージ活性化効果は独立した研究でも確認されており、さらにPGC-1が炎症性サイトカインの産生を阻害することも示されている。
PGC-1αは運動中の筋肉から3-アミノイソ酪酸の分泌を担うことが提唱されている。白色脂肪における3-アミノイソ酪酸の効果には、白色脂肪組織の褐色化を促進する熱産生遺伝子の活性化や、その後のバックグラウンド代謝の増加などがある。したがって、3-アミノイソ酪酸はPGC-1αのメッセンジャー分子として作用し、白色脂肪など他の組織でPGC-1α増大の効果がみられることが説明される。

## 相互作用
PPARGC1Aは次に挙げる因子と相互作用することが示されている。
- CREB結合タンパク質（英語版）[36]
- エストロゲン関連受容体α（英語版）（ERRα）[37]、エストロゲン関連受容体β（英語版）（ERRβ）、エストロゲン関連受容体γ（英語版）（ERRγ）
- ファルネソイドX受容体（英語版）[38]
- FBXW7（英語版）[39]
- MED1（英語版）[40]、MED12（英語版）[40]、MED14（英語版）[40]、MED17（英語版）[40]
- NRF1（英語版）[41]
- PPARγ[36][40]
- レチノイドX受容体α（英語版）[42]
- 甲状腺ホルモン受容体β（英語版）[43]

## 関連文献
- Knutti D, Kralli A (2001). "PGC-1, a versatile coactivator". Trends Endocrinol. Metab. 12 (8): 360–5. doi:10.1016/S1043-2760(01)00457-X. PMID 11551810. S2CID 24230985。
- Puigserver P, Spiegelman BM (2003). "Peroxisome proliferator-activated receptor-gamma coactivator 1 alpha (PGC-1 alpha): transcriptional coactivator and metabolic regulator". Endocr. Rev. 24 (1): 78–90. doi:10.1210/er.2002-0012. PMID 12588810。
- Soyal S, Krempler F, Oberkofler H, Patsch W (2007). "PGC-1alpha: a potent transcriptional cofactor involved in the pathogenesis of type 2 diabetes". Diabetologia. 49 (7): 1477–88. doi:10.1007/s00125-006-0268-6. PMID 16752166。
- Handschin C, Spiegelman BM (2007). "Peroxisome proliferator-activated receptor gamma coactivator 1 coactivators, energy homeostasis, and metabolism". Endocr. Rev. 27 (7): 728–35. doi:10.1210/er.2006-0037. PMID 17018837。